# Patronage Olier
El Patronage Olier és un club de futbol francès de la ciutat de París.

## Història
Va ser fundat el 1895. Va ser afiliat a la Fédération gymnastique et sportive des patronages de France (FGSPF). Fou campió de França de la FGSPF el 1908, 1910 i 1914, els dos primers campió també del Trophée de France. El 1964 adoptà el nom Jeunesse Sportive et Culturelle Pitray-Olier.

## Palmarès
- Lliga francesa de futbol: 
  - 1908, 1910, 1914
- Trophée de France: 
  - 1908, 1910

## Futbolistes destacats
- Henri Guerre
- Ernest Tossier
- Eugène Maës